# Al-Farabi

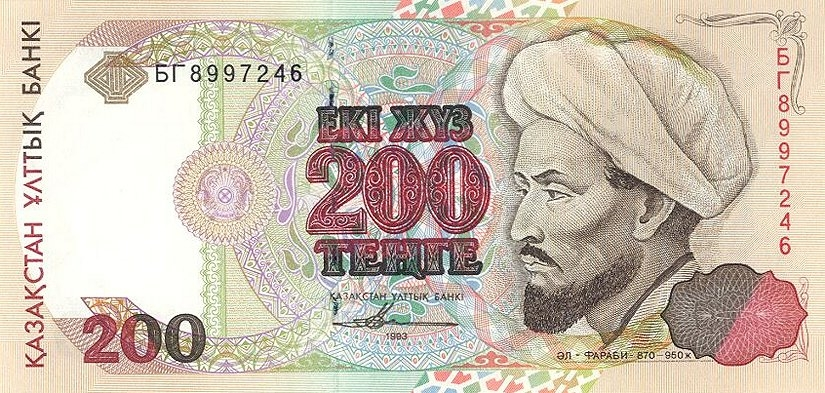
Al-Farabi na kazachskim banknocie

Al-Farabi, właśc. Muhammad ibn Muhammad ibn Tarkhan ibn Uzalagh al-Farabi (po persku محمد فارابی) lub Abū Nasr Muhammad ibn al-Farakh al-Fārābi (w Europie łacińskiej znany także jako Abunaser, Alpharabius lub Farabi) (ur. 870, zm. 950 w Damaszku) – filozof turański, uczony i muzyk, jeden z pierwszych filozofów świata islamu. Nazywany „Drugim Nauczycielem” filozofii islamskiej („Pierwszym Nauczycielem” nazywany był Arystoteles).

## Życie
Nie ma zgody ani żadnych wystarczających dowodów w kwestii pochodzenia etnicznego Al-Farabiego. Istniejące rozbieżności co do podstawowych faktów o pochodzeniu i rodowodzie Al-Farabiego wydają się świadczyć, że fakty takie nie zostały zarejestrowane po jego śmierci przez nikogo dysponującego konkretnymi informacjami, ale że stały się raczej przedmiotem zmyśleń i prawdopodobnych domysłów. 
Pewni historycy utrzymują, że Al-Farabi urodził się w małej wiosce Wasij niedaleko Farabu (obecnie Kazachstan) w rodzinie turskiej. Ma to poświadczać dawna perska nazwa Farabu Parab którą można odnaleźć w relacji historycznej  Hodud al-'alam. Ibn al-Nadim, podobnie jak pewni inni historycy, utrzymuje jednak, że imię Al-Farabi ma korzenie w Faryab w Chorasanie. Faryab to także nazwa prowincji Afganistanu. Bardzo niewiele wiadomo o życiu Al-Farabiego, a nie wiemy z pewnością czy był on Persem czy Turkutem.
Uczył się wpierw w Iranie, a od 25 roku życia w Bagdadzie, gdzie spędzić miał około 40 lat życia. Poznał tam język arabski, podstawy filozofii i logikę - jego nauczycielem był sławny chrześcijański lekarz, filozof i komentator Arystotelesa Abu Biszr Matta ibn Junus. Zapoznał się także z pismami Porfiriusza i całą późną filozofią grecką oraz z działalnością ośrodka matematyczno-astronomicznego w Harranie, zwłaszcza z działalnością jego głównego przedstawiciela, filozofa Juhanny ibn Hajlana. Musiał wraz z uczniami opuścić Bagdad na skutek ataku muzułmańskiej ortodoksji i ismailitów. Udał się wpierw do Aleppo, następnie do Damaszku, gdzie spędził ostatnie lata życia i gdzie zmarł. W życiu prywatnym był człowiekiem wyciszonym i skromnym, zainteresowanym muzyką i poezją, prowadzącym ascetyczny tryb życia, chętnie przebywającym wśród uczniów.

## Twórczość
W Bagdadzie powstała większość dzieł Al-Farabiego. Najobszerniejszą, obejmującą 191 pozycji ich listę utworzył w 1950 turecki uczony Ahmed Atesza. Polski arabista Józef Bielawski dokonał systematyzacji pism Al-Farabiego, dzieląc je na pięć grup: pisma logiczne, pisma etyczne i polityczne, pisma ogólnofilozoficzne i metafizyczne, pisma o Platonie i Arystotelesie oraz pisma matematyczne, astrologiczne, alchemiczne, muzyczne i inne. Szczególne znaczenie dla filozofii ma stanowiąca pewnego rodzaju podsumowanie poglądów filozoficznych Al-Farabiego jego encyklopedia nauk filozoficznych, Kitab ihsa al-ulum (Wyliczenie nauk), znana filozofii średniowiecznej Zachodu w przekładzie Gerarda z Kremony Liber de scientiis. W języku polskim dostępne są tłumaczone przez Józefa Bielawskiego platonizujące dzieła polityczne Al-Farabiego, Kitab fi mabadi ara ahl-madina al fadila (Państwo doskonałe) i Kitab as-sijasa al-madanijja (Polityka). 

### Filozofia
Często uznaje się, że to właśnie Al-Farabi stworzył podstawy filozofii muzułmańskiej. Był świetnym znawcą Arystotelesa, autorem komentarza do jego dzieł filozoficznych i przyrodniczych. Nawet Awicenna przyznał, że tylko dzięki komentarzowi Al-Farabiego mógł pojąć Metafizykę Arystotelesa.
Al-Farabi był arystotelikiem i neoplatonikiem. W swoich pracach dążył do pogodzenia filozofii Arystotelesa i Platona z islamem. Był bardziej ustępliwy w stosunku do ortodoksji muzułmańskiej niż Al-Kindi - mimo głębokiej znajomości Arystotelesa, pomijał często wyrażanie explicite poglądów arystotelejskich, opierając się bardziej na religijnej Teologii Arystotelesa. Jest to jedna z przyczyn tego, że filozofia Al-Farabiego ma charakter mieszany, arystotelesowsko-platoński, i tego, że podejmował próby godzenia i syntezy neoplatonizmu i arystotelizmu oraz neoplatonizmu z islamem.
Jako arystotelik wprowadził do filozofii muzułmańskiej logikę, a także poszerzył arystotelesowskie pojęcie rozumu. Neoplatońskie jest u niego przedstawienie świata jako emanacji a przedmiotów fizycznych jako obrazów anima mundi, duszy świata. Neoplatońskie jest także jego przedstawienie idealnego społeczeństwa muzułmańskiego, w którym rozkwitać ma mądrość i cnota - wizja po części zrealizowana na niektórych obszarach wczesnośredniowiecznego świata islamskiego. 
Inaczej niż w przypadku Al-Kindiego, działalność Al-Farabiego ma charakter o wiele bardziej filozoficzny niż przyrodniczy. Uchodził za najwybitniejszego znawcę filozofii greckiej wśród filozofów muzułmańskich. Mniej niż Al-Kindi koncentrował się na próbach uzasadnienia wiedzy faktograficznej za pomocą logiki i metafizyki oraz na próbach uzgodnienia ich z religią objawioną, a bardziej pragnął uprawiać je w postaci czystej, dla nich samych. Za naczelne zadanie postawił sobie udoskonalenie metody zdobywania wiedzy za pomocą logiki. W Wyliczeniu nauk Al-Farabi przedstawił muzułmańską koncepcję stosunku filozofii i nauki, przejawiającą się w systemie klasyfikacji nauk. Podzielił całość wiedzy na pięć części: naukę o języku, logikę, matematykę (w tym geometrię, optykę, astronomię, geografię, muzykę), fizykę i metafizykę oraz politykę, prawo i teologię. Jego encyklopedia stanowi więc sumę całej wiedzy dostępnej za czasów Al-Farabiego świata islamskiemu, a właśnie poszukiwanie wiedzy samej dla siebie uznał Al-Farabi za naczelne zadanie filozofii. Al-Farabi uznając, że istnieje tylko jedna prawda i tylko jedna prawdziwa wiedza filozoficzna, twierdził, że prawda ta przenika w jednym stopniu wszystkie dziedziny wiedzy.
Z tej koncepcji prawdy wywodzi się koncepcja stosunku filozofii do teologii Al-Farabiego, zbliżająca go do mutazylitów. W perspektywie ostatecznej, jednej prawdy różnica między teologią a filozofią jest pozorna. Różne są tylko drogi dochodzenia do prawdy w filozofii i w teologii - w pierwszej drogą jest rozum, w drugiej intuicja. Podobnie jak mutazylici (od których przejął wiele poglądów w tej dziedzinie) Al-Farabi próbował więc godzić filozofię i teologię - próby te nie zadowalały jednak muzułmańskiej ortodoksji, jako eklektyczne i mogące zawierać w sobie wiele sprzeczności.

## Wpływ na kulturę
Od imienia Al-Farabiego pochodzi portugalskie słowo alfarrábio, oznaczające starą, grubą i nudną książkę. 

## Przekłady na polski
- Państwo doskonałe, Warszawa 1967